# Согдійська мова
Согдійська мова — мертва іранська мова. Була локалізована в долині та верхів′ях річки Зеравшан із центром у Самарканді. Після ІХ ст. витіснена персько-таджицькою та тюркськими мовами.